# Juan Carlos Duque (cantante)
Juan Carlos Duque Casellas (Santiago; 4 de junio de 1954) es un cantautor chileno. Ganó el certamen internacional del Festival de Viña del Mar en dos ocasiones: como cantautor en 1982 y como compositor en 1992. Obtuvo el tercer lugar en el Festival OTI de la Canción en 1985. Ha colaborado con varios cantantes, entre los cuales se menciona a Nicole, quien con 12 años grabó su primer álbum de estudio. Compositor de la canción del Bicentenario de Chile «La fuerza de la libertad» (2010).

## Biografía
Juan Carlos Duque es un nombre recurrente en circuitos de la música popular chilena. Primero como cantante del grupo Miel, que tras su salida se convirtió en la Banda Metro, donde se desenvolvió en los marginales espacios del rock duro de los años 1970. Luego fue parte del elenco televisivo de Sábados Gigantes, plataforma con la que llegó al Festival de Viña del Mar.
En 1979, participó con la canción «Promesas» en la competencia internacional del Festival de Viña del Mar, donde logró el tercer lugar. Luego, en 1982, con la balada «Ausencia» logró ganar la competencia internacional. Volvió a ganarla en 1992 con la canción «Parece tan sencillo», esta vez defendida por el cantante Fernando Casas. Además, Duque compitió el 21 de septiembre de 1985 en el XIV Festival OTI, donde obtuvo el tercer lugar con la canción «Para poder vivir».
En 2009 compuso la canción para el bicentenario titulada «La fuerza de la libertad». En 2010 produjo el disco A la deriva, de la banda de rock chileno Big Ban, donde su hijo Matías Duque toca la batería. En 2012 produjo el disco Chirimoyo de la misma banda.